# Lista de deputados estaduais do Rio Grande do Norte da 60.ª legislatura
Esta é a lista de deputados estaduais do Rio Grande do Norte para a legislatura 60ª legislatura (2011–2015).

## Composição das bancadas
| Partido | Líder             | Bancada | Posição  |
| ------- | ----------------- | ------- | -------- |
| PMDB    | Walter Alves      | 6 / 24  | Governo  |
| PMN     | Antônio Jácome    | 4 / 24  | Governo  |
| PSB     | Márcia Maia       | 4 / 24  | Oposição |
| DEM     | Leonardo Nogueira | 2 / 24  | Governo  |
| PR      | Vivaldo Costa     | 2 / 24  | Governo  |
| PTB     | Ezequiel Ferreira | 1 / 24  | Oposição |
| PV      | Gilson Moura      | 1 / 24  | Governo  |
| PSDB    | Dibson Nasser     | 1 / 24  | Governo  |
| PHS     | Fábio Dantas      | 1 / 24  | Governo  |
| PDT     | Agnelo Alves      | 1 / 24  | Oposição |
| PT      | Fernando Mineiro  | 1 / 24  | Oposição |

## Deputados Estaduais
Estavam em jogo 24 cadeiras da Assembleia Legislativa do Rio Grande do Norte.
| Número | Deputados estaduais eleitos | Partido | Votação | Percentual | Cidade onde nasceu | Unidade federativa  |
| 33133  | Antônio Jácome              | PMN     | 54.743  | 3,18%      | Sousa              | Paraíba             |
| 14567  | Ezequiel Ferreira           | PTB     | 51.842  | 3,01%      | Natal              | Rio Grande do Norte |
| 15678  | Walter Alves                | PMDB    | 50.587  | 2,94%      | Natal              | Rio Grande do Norte |
| 33333  | Ricardo Motta               | PMN     | 49.881  | 2,90%      | Natal              | Rio Grande do Norte |
| 40888  | Gustavo Carvalho            | PSB     | 49.850  | 2,89%      | Natal              | Rio Grande do Norte |
| 40123  | Tomba Farias                | PSB     | 49.832  | 2,89%      | Santa Cruz         | Rio Grande do Norte |
| 43333  | Gilson Moura                | PV      | 49.494  | 2,87%      | Patu               | Rio Grande do Norte |
| 15222  | Nelter Queiroz              | PMDB    | 49.364  | 2,87%      | Jucurutu           | Rio Grande do Norte |
| 33111  | Gesane Marinho              | PMN     | 48.440  | 2,81%      | Recife             | Pernambuco          |
| 25110  | Getúlio Rêgo                | DEM     | 43.697  | 2,54%      | Portalegre         | Rio Grande do Norte |
| 45555  | Dibson Nasser               | PSDB    | 41.883  | 2,43%      | Santa Cruz         | Rio Grande do Norte |
| 40000  | Larissa Rosado              | PSB     | 41.609  | 2,42%      | Mossoró            | Rio Grande do Norte |
| 25111  | Leonardo Nogueira           | DEM     | 41.133  | 2,39%      | Mossoró            | Rio Grande do Norte |
| 40111  | Márcia Maia                 | PSB     | 38.554  | 2,24%      | Natal              | Rio Grande do Norte |
| 22222  | Vivaldo Costa               | PR      | 38.463  | 2,23%      | Caicó              | Rio Grande do Norte |
| 15123  | Gustavo Fernandes           | PMDB    | 37.907  | 2,20%      | Natal              | Rio Grande do Norte |
| 33222  | Raimundo Fernandes          | PMN     | 37.158  | 2,16%      | São Miguel         | Rio Grande do Norte |
| 22666  | George Soares               | PR      | 36.952  | 2,15%      | Natal              | Rio Grande do Norte |
| 31111  | Fábio Dantas                | PHS     | 35.374  | 2,05%      | Natal              | Rio Grande do Norte |
| 15100  | Hermano Morais              | PMDB    | 35.294  | 2,05%      | Natal              | Rio Grande do Norte |
| 15000  | Poti Júnior                 | PMDB    | 31.881  | 1,85%      | Natal              | Rio Grande do Norte |
| 12123  | Agnelo Alves                | PDT     | 30.995  | 1,80%      | Ceará-Mirim        | Rio Grande do Norte |
| 15141  | José Dias                   | PMDB    | 30.876  | 1,79%      | Umarizal           | Rio Grande do Norte |
| 13666  | Fernando Mineiro            | PT      | 24.718  | 1,44%      | Curvelo            | Minas Gerais        |